# Radio Zamaneh

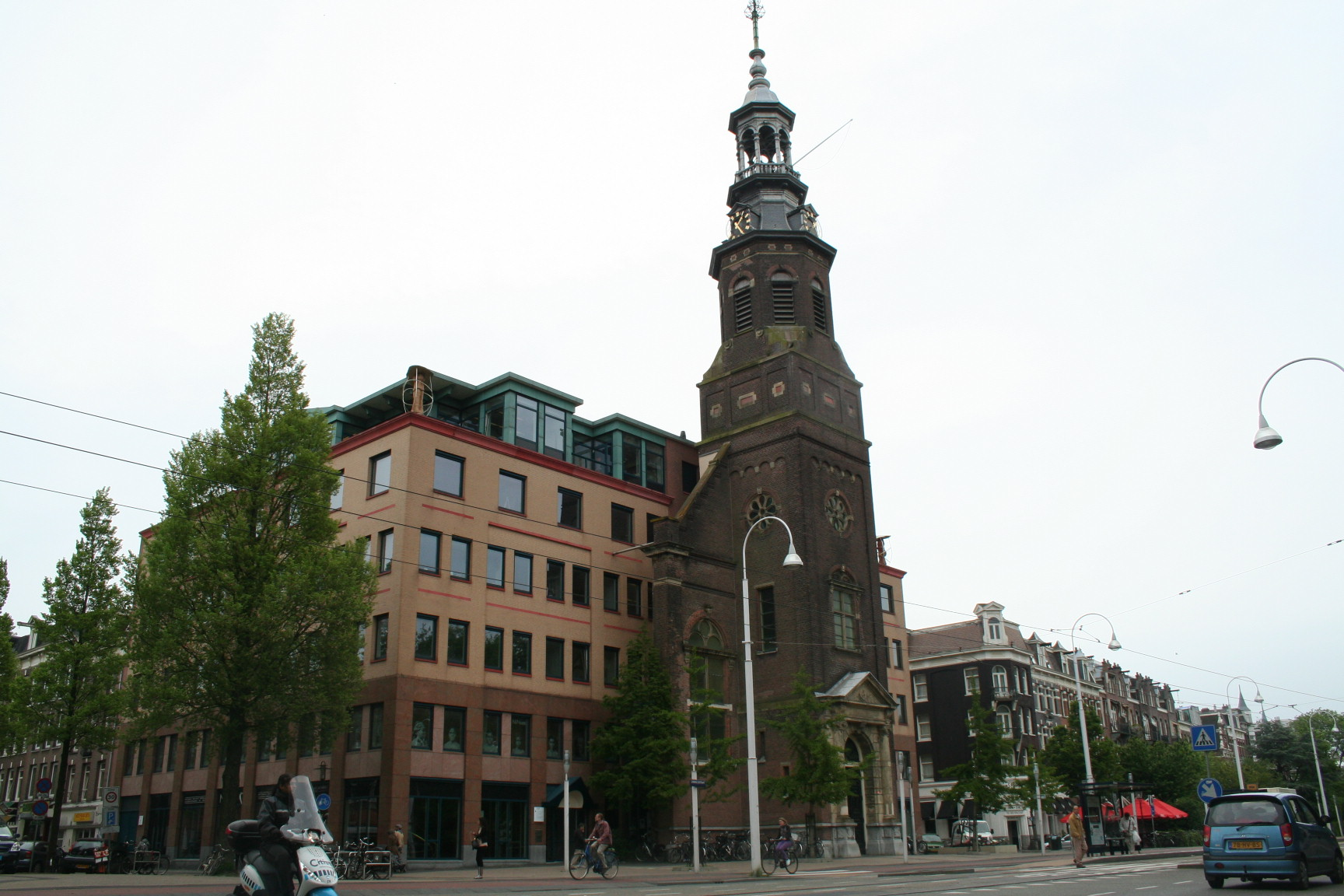
Les locaux de Radio Zamaneh

Radio Zamaneh (en persan : رادیو زمانه, Radio Zamāneh) est une station de radio en persan à destination de l'Iran, créée le 4 août 2006. Ses locaux se trouvent à Amsterdam, à l'Institut Royal tropical.
C'est un diffuseur privé, enregistré comme organisation à but non lucratif aux Pays-Bas. Son financement provient de crédits alloués par le Parlement néerlandais. Elle diffuse en ondes courtes, par satellite et par Internet.
Son objectif est de produire et diffuser des programmes journalistiques de qualité et indépendants de toute influence gouvernementale, politique ou sociale. L'auditoire ciblé par la station est la jeunesse iranienne.
Elle est dirigée par Mehdi Jami, un journaliste venant du service en persan de la BBC.
Farah Karimi, membre du parlement néerlandais, a œuvré pour que cette association soit financée par le parlement des Pays-Bas.
Elle commence à émettre le 4 août 2006 sur Internet, et le 11 septembre 2006 sur ondes courtes.